# Owain Phyfe
Owain Phyfe (9 de abril de 1949-5 de septiembre de 2012) fue un vocalista, instrumentista y compositor asentado en Berkley (Michigan). Fundó el sello discográfico Nightwatch Recording, que se enfoca en la música renacentista y medieval.

## Primeros años
Phyfe creció en una familia que tenía como segunda lengua el galés. A mediados de la década de 1980, Phyfe y su esposa Paula se convirtieron en artistas del Festival del Renacimiento de Michigan. En 1992, fomentado por la apreciación de sus abuelos por la música, su estudio de idiomas en la universidad y sus viajes a Inglaterra, Francia, México y España, así como su experiencia posterior como músico en el Greenwich Village de Nueva York, Phyfe decidió vender una empresa de ingeniería automotriz que había fundado en 1983 años atrás, y se dedicó a la música como profesión a tiempo completo.«Se convirtió en mi sueño presentar la belleza de la música del Renacimiento», explicó Phyfe, «no como un documental, sino como una expresión viva».

## Carrera musical
En 1990 se asoció con la banda de improvisación CANTIGA de la Feria del Renacimiento, para formar The New World Renaissance Band, que se caracteriza por la interpretación de música antigua en inglés, español, italiano, galés, alemán, francés, provenzal y latín. Tocaba muchos instrumentos tradicionales, como la chitarra battente, su favorito, así como flautas dulces, viola, violonchelo, violín y arpa. Operó en los EE. UU., pero su música se emitió en todo el mundo y en más de 250 estaciones de radio en América del Norte. Actuó y ofreció talleres en festivales folclóricos, eventos recreativos medievales, musicales y neopaganos. También contribuyó a la banda sonora de la película Pina de Wim Wenders.
Murió de  el 5 de septiembre de 2012 como el resultado de cáncer pancreático.

## Discografía

### Owain Phyfe
- 1995 - Sweet Was the Song. Producido junto con L'Ensemble Josquin (Nightwatch Recording)
- 1999 - Poets, Bards & Singers of Song (Nightwatch Recording)
- 2006 - Lágrimas de Sangría (Nightwatch Recording)

### The New World Renaissance Band
- 1992 - Live the Legend (Nightwatch Recording)
- 1995 - Where Beauty Moves and Wit Delights (Nightwatch Recording)
- 1996 - Odyssey (Nightwatch Recording)
- 2002 - Tales From the Vineyard (Nightwatch Recording)

### Banda sonora
- 2011 - Pina, Director: Wim Wenders, canción: La Prima Vez (Neue Road Movies, Eurowide Film Production) en YouTube.

## Recepción de la crítica
El St. Louis Post-Dispatch, al evaluar uno de sus actos con The New World Reinassence Band, constató que «el hecho de que el sonido del grupo fuera casi tan perfecto en vivo como cuando salía del estudio de grabación es extremadamente impresionante, especialmente desde los dos primeros lanzamientos, "Live the Legend" y "Where Beauty Moves and Wit Delights", son excepcionales musical y acústicamente [...] Owain Phyfe, maneja las letras en idiomas extranjeros de muchas de las canciones tan fácilmente como lo hace con el inglés (una habilidad que muchos cantantes de ópera harían bien en emular)».

### Premios
- 1997 - Cessez Mortels de Soupirer como Mejor video musical en los Premios National Telly de Ohio
- 1997 - Cessez Mortels de Soupirer  como Mejor video musical en los International Communicator Awards
- 2003 - Premio MVP en memoria de Phillip Hafer (King Henry) en el Festival del Renacimiento de Texas.

### Reseñas de álbumes
- Sunday Oakland Press, 3 de marzo de 1996
- Shakespeare Oxford Newsletter, septiembre de 1997
- Magical Blend, 1998 Número 62
- Detroit Free Press, 19 de septiembre de 1999
- La Niebla de Avalon - WDVR-FM
- Reseña de Poets, Bards and Singers of Song de Owain Phyfe por Willa, 'At The Fair Staff Writer (20 de junio de 2001)